# Raben Group
Raben Group – holenderskie przedsiębiorstwo zajmujące się logistyką, magazynowaniem, krajowym i międzynarodowym transportem drogowym, transportem intermodalnym, spedycją morską i lotniczą oraz logistyką produktów świeżych (Fresh Logistics). W skład Grupy wchodzą marki Raben i Fresh Logistics.

## Działalność
W 1931 roku Jan W. Raben założył w holenderskiej miejscowości Meddo przedsiębiorstwo Raben Transport, które dało początek Grupie Raben. 
Poszczególne oddziały Grupy zlokalizowane są w 16 krajach Europy, na terenie: Austrii, Bułgarii, Czech, Estonii, Grecji, Holandii, Niemiec, Litwy, Łotwy, Polski, Słowacji, Ukrainy, Węgier, Włoch, Rumunii i Szwajcarii. Zatrudnia ponad 12 tys. pracowników w Europie (w tym ponad 5 tys. w Polsce) i posiada sieć ponad 160 własnych oddziałów w Europie. Grupa Raben ma do dyspozycji ponad 1300 tys. m² powierzchni magazynowej oraz 13,5 tys. środków transportu. W ramach rozwoju innowacji Grupa Raben w styczniu 2019 opracowała innowacyjny system monitorowania przesyłek w czasie rzeczywistym oparty na parametrze ETA (Estimated Time of Arrival).
Centrala przedsiębiorstwa znajduje się w Robakowie pod Poznaniem, gdzie mieści się również największe centrum logistyczne firmy.

### Spółki Grupy Raben
- Raben Logistics Polska
- Raben Transport
- Fresh Logistics Polska
- Raben Logistics Czech
- Raben Eesti
- Raben East
- Raben Trans European Germany
- Raben Trans European Hungary
- Raben Latvia
- Raben Lietuva
- Raben Netherlands
- Raben Logistics Slovakia
- Raben Ukraine
- Raben Logistics Romania
- Raben Management Services
- Fenthol & Sandtmann
- Raben Sittam
- Raben Real Estate Poland

## Kalendarium
- 1931 – J.W. Raben otworzył przedsiębiorstwo transportowe w Holandii
- 1960 – T. Raben przejął kierownictwo firmy
- 1991 – E. Raben otworzył spółkę Raben w Polsce
- 2002 – spółka Fresh Logistics rozpoczęła działalność w Polsce (logistyka produktów świeżych)
- 2003 – pojawia się spółka Raben na Ukrainie
- 2004 – start działalności spółek Raben na Litwie, Łotwie i Estonii
- 2005 – niemieckie przedsiębiorstwo BSV zostało członkiem Grupy Raben
- 2007 – Raben Sea & Air rozpoczyna oferowanie swoich usług (spedycja morska i lotnicza)
- 2008 – Setto (przedsiębiorstwo rodzinne, które działało w Czechach i na Słowacji) dołączyło do Grupy Raben
- 2010 – na Węgrzech powstaje spółka Raben Logistics Hungary
- 2010 – czeskie przedsiębiorstwo Transkam dołączyło do Grupy Raben
- 2011 – we wrześniu nastąpiło przejęcie od Wincanton niemieckiej sieci drogowej (16 terminali przewozów drobnicowych) oraz spółek w Polsce, Czechach, na Węgrzech i Słowacji – przejmowane za 36 mln euro aktywa wygenerowały w 2010 373 mln zł obrotu przy zatrudnieniu 2500 osób
- 2012 – przedsiębiorstwa Raben Trans European Czech (dawniej Wincanton) i Transkam–Logistics zostają połączone w Raben Logistics Czech s.r.o.
- 2013 – przeniesienie działalności Raben Sea & Air do spółek Raben Polska i Raben Transport
- 2013 – Fresh Logistics przystępuje do European Food Network
- 2014 – Raben Logistic Germany, Raben Trans European Germany, Eli Transport zostają połączone w jedną spółkę – Raben Trans European Germany GmbH[3]
- 2015 – HRL Eurocargo, Grupa Balter i Spedition Weisshaupt z Niemiec dołączają do Grupy Raben
- 2016 – dalsze przejęcia w Niemczech: GS Frachtlogistik, Peter Spedition i Scheffler Spedition stają się częścią Grupy Raben.
- 2016 – w Rumunii powstaje spółka Raben Logistics Romania
- 2017 – Raben Trans European Germany przejmuje były oddział Rhenus w Fellbach
- 2017 – Grupa Raben weszła na rynek włoski, przejmując 20% udziałów w spółce Sittam
- 2018   Nowy oddział w Rumunii – Cluj
- 2019   Grupa Raben przejęła 51% włoskiej spółki Sittam – powstała nowa spółka Raben Sittam.

## Wyróżnienia
- 2012 – CEO Grupy Raben – Ewald Raben – Przedsiębiorcą Roku 2012 w konkursie Ernst & Young[4]
- 2012 – Nagroda 3PL – Grupa Raben została uznana za najlepszego dostawcę usług logistycznych dla sektora FMCG w konkursie eyefortransport(EFT)[5]
- 2013 – Raben Polska – laureat Brązowego Godła w XII edycji Programu „Operator Logistyczny Roku 2013”[6]
- 2014 – III miejsce w czwartej edycji badania Antal International „Najbardziej pożądani pracodawcy w branży TSL w opinii specjalistów i menedżerów”[7].
- 2014 – The Award for Environmental & Corporate Sustainability w konkursie European Business Awards 2014/15[8]
- 2014 – Zwycięzca w konkursie eyefortransport European 3PL Awards w kategoriach „Najlepszy Operator Logistyczny dla sektora FMCG” oraz „Najlepszy Operator Logistyczny dla sektora produktów świeżych”[9]
- 2014 – Top Inwestor Roku Państw Beneluksu w plebiscycie „FDI Poland Investor Awards”[10]
- 2014 – Wyróżnienie dla Raben Polska i Raben Transport w programie badawczym Operator Logistyczny Roku 2014[11]
- 2015 – 3. miejsce w klasyfikacji Rankingu Odpowiedzialnych Firm za wdrożoną strategię CSR[12]
- 2015 – Biały Listek CSR w IV edycji Listków CSR Polityki za działania społecznie odpowiedzialne podejmowane w 2014 roku[13]
- 2015 – Laureat  I edycji konkursu Etyczna Firma Pulsu Biznesu, PKN ORLEN, GE oraz PwC za działanie zgodne z zasadami etyki[14]
- 2015 – Najaktywniejsza Firma w ramach Dnia Przedsiębiorczości 2014 w kategorii firmy lokalne[15]
- 2015 – Grupa Raben znalazła się w Złotej Szóstce CSR, wybranej przez INN Poland* z grona 50 największych firm w Polsce[16]
- 2015 – Outstanding CSR Strategy w konkursie Responsible Business Awards[17]
- 2015 – Laureat SAP INNOVATION AWARDS 2015 za najlepsze wdrożenia systemów SAP oraz innowacyjne rozwiązania IT[18]
- 2015 – Pierwsze miejsce w kategorii przychód ze sprzedaży podstawowej w zestawieniu firm z sektora TSL Dziennika Gazety Prawnej[19]
- 2016 – Laureat konkursu „Firma Rodzinna Roku – kreator odpowiedzialności biznesowej i społecznej”[20]
- 2016 – Laureat  II edycji konkursu Etyczna Firma Pulsu Biznesu, PKN ORLEN, GE oraz PwC za działanie zgodne z zasadami etyki[21]
- 2016 – wyróżnienie w rankingu „Odpowiadam Polsce – Ranking Firm Odpowiedzialnych Społecznie” Gazety Bankowej i portalu wGospodarce.pl w kategorii ekologia[21]
- 2016 – Fresh Logistics Polska laureatem plebiscytu na najbardziej kreatywne przedsiębiorstwo, organizowanego przez portal Strategie i Biznes[22]
- 2016 – Produkt spółki Fresh Logistics Polska UltraFresh został Najlepszym Produktem dla Biznesu 2015 w kategorii transport w konkursie organizowanym przez Gazetę Finansową[23]
- 2016 – Raben Polska Laureatem Złotego Godła w programie badawczym Operator Logistyczny Roku 2015[24]
- 2017 – Poziom Platynowy w Rankingu Odpowiedzialny Firm[25]
- 2018 – CEO Raben Group Ewald Raben odebrał nagrodę Przedsiębiorcy Roku w Niemczech – LEO 2018[26]
- 2018 – Pierwsze miejsce dla Grupy Raben w Rankingu TSL (Transport Spedycja Logistyka)[27]
- 2018 – Raben Logistics Polska otrzymuje tytuł Lidera Logistyki w kategorii „Najbardziej konkurencyjna firma” w badaniu Operator Logistyczny Roku 2018[28]
- 2018 – Brązowy Spinacz w kategorii PR korporacyjny za akcję #RabenExpress[29]
- 2018 – Raben Konsumenckim Liderem Jakości 2018 w dziedzinie logistyki[30]
- 2019 – Grupa Raben wyróżniona tytułem „Najaktywniejsza Firma” podczas 15. edycji „Dnia przedsiębiorczości”[31]
- 2019 – Raben ze Złotym Listkiem CSR i wyróżnieniem specjalnym tygodnika „POLITYKA”[32]
- 2019 – Prezes zarządu Grupy Raben – Ewald Raben uhonorowany Medalem 100-lecia Odzyskania Niepodległości[33]
- 2019 – Raben otrzymał nagrodę: Marka godna zaufania[34]
- 2019 – Platforma myRaben.com wraz z uruchomionym na początku roku serwisem ETA została wyróżniona w konkursie BEST IN CLOUD 2019 organizowanym przez Computerworld jako NAJLEPSZE WDROŻENIE USŁUGI CHMUROWEJ W OSTATNICH 12 MIESIĄCACH[35]
- 2019 – Grupa Raben otrzymała nagrodę: Rzeczpospolita TSL Award za największe przychody w logistyce kontraktowej[36]
- 2019 – Pierwsze miejsce dla Grupy Raben w Rankingu TSL (Transport Spedycja Logistyka)[37]